# 오이정 (가나가와현)
오이정(일본어: 大井町 오이마치[*])은 일본 가나가와현 아시가라카미군의 정이다.

## 역사
1889년 4월 1일에 아시가라카미군은 행정상으로 가미나카촌, 소가촌, 야마다촌, 가네다촌 등을 포함한 촌들로 나뉘었다. 1943년 11월 3일에는 야마다촌과 가미나카촌이 합병하여 아이와촌을 이루었다. 1956년 6월 20일에 아이와촌의 일부가 니시하다노정에 편입되었다. 남은 부분은 1956년 4월 1일에 가네다촌, 소가촌의 일부와 합쳐져 오이정을 이루었다.

## 경제
농업이 주를 이룬다.

## 인구
| 연도 | 인구   | ±%     |
| ---- | ------ | ------ |
| 1960 | 6,459  | —      |
| 1970 | 8,876  | +37.4% |
| 1980 | 12,832 | +44.6% |
| 1990 | 14,895 | +16.1% |
| 2000 | 16,582 | +11.3% |
| 2010 | 17,976 | +8.4%  |

## 교통

### 철도
- 도카이 여객철도 고텐바선

### 도로
- 도메이 고속도로
- 국도 255호선